# Vjatsjaslaw Hleb
Vjatsjaslaw Pavlavitsj Hleb (Wit-Russisch: Вячаслаў Паўлавіч Глеб, Russisch: Вячеслав Павлович Глеб, Vjatsjeslav Pavlovitsj Gleb) (Minsk, 12 februari 1983) is een voormalig voetballer uit Wit-Rusland die bij voorkeur als middenvelder speelde. Hleb debuteerde in 2004 in het Wit-Russisch voetbalelftal. Vjatsjaslaw is een broer van Aljaksandr Hleb.

## Carrière
Vjatsjaslaw Hleb begon zijn carrière in het seizoen 2001/02. In de winterstop werd Hleb, op aanraden van oudere broer Aljaksandr Hleb transfervrij naar VfB Stuttgart gehaald waar hij bij de amateurs in de Regionalliga speelde. In zijn eerste seizoen in Duitsland scoorde Hleb eenmaal in elf wedstrijden. In januari 2004 verhuisde Hleb voor een bedrag van €150.000,- naar Hamburg. Na twee jaar Hamburger SV voetbalde Hleb voor Grasshopper Zürich, om vervolgens weer in eigen land voor FC MTZ-RIPO uit te komen. In de zomer van 2008 dwong Hleb bijna een transfer naar het Nederlandse Roda JC af, maar uiteindelijk werd de transfer afgebroken. Hierdoor zou Hleb nog een jaar in Minsk blijven. Vanaf januari 2009 stond hij één jaar onder contract bij Shanghai Shenhua FC, de toenmalige vice-kampioen van China. Na één seizoen tekende hij een contract bij Shenzhen Ruby, eveneens in China. In januari 2011 keerde hij terug naar Dinamo Minsk in zijn geboorteland. Na een half seizoen leverde hij zijn contract weer in. Eind augustus 2011 tekende Hleb een contract voor één jaar bij de Duitse 2. Bundesligaclub FSV Frankfurt. Hij verruilde in februari 2013 Kalloni FC voor Tarpeda-BelAZ Zjodzina.
| seizoen     | club                   | land        | competitie        | wed. | goals |
| ----------- | ---------------------- | ----------- | ----------------- | ---- | ----- |
| 2001/02     | Dinamo Minsk           | Wit-Rusland | Opperste Liga     | 9    | 1     |
| 2001/02     | VfB Stuttgart II       | Duitsland   | Regionalliga Süd  | 11   | 1     |
| 2002/03     | VfB Stuttgart II       | Duitsland   | Regionalliga Süd  | 24   | 4     |
| 2003/04     | VfB Stuttgart II       | Duitsland   | Regionalliga Süd  | 14   | 4     |
| 2003/04     | Hamburger SV           | Duitsland   | Bundesliga        | 7    | 0     |
| 2004/05     | Hamburger SV           | Duitsland   | Bundesliga        | 3    | 0     |
| 2004/05     | Grasshopper Zürich     | Zwitserland | Axpo Super League | 8    | 0     |
| 2005/06     | FC MTZ-RIPO            | Wit-Rusland | Opperste Liga     | 11   | 4     |
| 2006/07     | FC MTZ-RIPO            | Wit-Rusland | Opperste Liga     | 22   | 13    |
| 2007/08     | FC MTZ-RIPO            | Wit-Rusland | Opperste Liga     | 19   | 7     |
| 2008/09     | FC MTZ-RIPO            | Wit-Rusland | Opperste Liga     | 0    | 0     |
| 2009        | Shanghai Shenhua       | China       | Super League      | 27   | 7     |
| 2010        | Shenzhen Ruby          | China       | Super League      | 24   | 6     |
| 2011        | Dinamo Minsk           | Wit-Rusland | Opperste Liga     | 11   | 2     |
| 2011        | FSV Frankfurt          | Duitsland   | 2. Bundesliga     | 1    | 0     |
| 2012        | FK Homel               | Wit-Rusland | Vysjejsjaja Liga  | 14   | 2     |
| 2012        | AEL Kalloni            | Griekenland | Football League   | 4    | 0     |
| 2013        | AEL Kalloni            | Griekenland | Football League   | 1    | 0     |
| 2013        | Tarpeda-BelAZ Zjodzina | Wit-Rusland | Vysjejsjaja Liga  | 17   | 5     |
| 2014        | Tarpeda-BelAZ Zjodzina | Wit-Rusland | Vysjejsjaja Liga  | 22   | 2     |
| 2015        | Tarpeda-BelAZ Zjodzina | Wit-Rusland | Vysjejsjaja Liga  | 22   | 5     |
| 2016        | FK Krumkachy           | Wit-Rusland | Vysjejsjaja Liga  | 28   | 7     |
| 2017        | FK Krumkachy           | Wit-Rusland | Vysjejsjaja Liga  | 10   | 1     |
| 2017        | Neman Grodno           | Wit-Rusland | Vysjejsjaja Liga  | 15   | 2     |
| 2018        | Neman Grodno           | Wit-Rusland | Vysjejsjaja Liga  | 3    | 1     |
| 2019        | FK Arsenal Dzerzhinsk  | Wit-Rusland | Persjaja Liga     | 0    | 0     |
| 2020        | FK Arsenal Dzerzhinsk  | Wit-Rusland | Persjaja Liga     | 2    | 0     |
| Bijgewerkt: | 28-03-2021             |             | Totaal            | 329  | 74    |

## Erelijst
- Beker van Wit-Rusland: (2) 2005, 2008